# Großsteingrab Geel Skov 1
Das Großsteingrab Geel Skov 1 ist eine megalithische Grabanlage der jungsteinzeitlichen Nordgruppe der Trichterbecherkultur im Kirchspiel Søllerød in der dänischen Kommune Rudersdal.

## Lage
Das Grab liegt südlich von Holte im Süden des Waldgebiets Geel Skov, direkt östlich des Kongevejen beim zweiten Meilenstein. In der näheren Umgebung gibt es mehrere weitere megalithische Grabanlagen.

## Forschungsgeschichte
Im Jahr 1899 führten Mitarbeiter des Dänischen Nationalmuseums eine Dokumentation der Fundstelle durch. Eine weitere Dokumentation erfolgte 1982 durch Mitarbeiter der Altertümerverwaltung.

## Beschreibung
Die Anlage besitzt eine runde Hügelschüttung mit einem Durchmesser von etwa 10 m. Von der Umfassung ist noch ein einzelner Stein erhalten. Die Grabkammer ist zerstört, ihr Standort zeichnet sich nur noch als Grube ab. Maße, Orientierung und Typ der Kammer lassen sich nicht mehr bestimmen.